# Marcello Svorenich
Marcello Svorenich (Trieste, 21 dicembre 1928) è un ex calciatore italiano, di ruolo mediano.

## Carriera
Nel 1951 entra nella formazione del Marzotto Valdagno, in Serie B, e riesce a giocare per 4 stagioni da titolare fisso, collezionando 116 presenze e realizzando tre reti.
Nel 1955 passa in prestito alla Triestina, giocando 6 incontri nella Serie A 1955-1956, per poi tornare nella successiva stagione al Marzotto.
Gioca altre tre stagioni consecutive in B a Valdagno riuscendo ad ottenere risultati positivi nella Coppa Italia 1958: dopo aver perso con l'Udinese 2-0 a tavolino in casa, il Marzotto rimonterà vincendo gli incontri sulla Triestina 1-2 a Trieste, 3-2 al Sarom Ravenna, 1-0 a Udine, 2-0 in casa contro la Triestina e 4-0 sul Sarom totalizzando 10 punti e vincendo il proprio girone. Di questi incontri giocherà il 7 e il 28 giugno contro l'Udinese e il 6 luglio 1958 contro la Triestina. Il Marzotto raggiunge i quarti ma viene sconfitto dai futuri vincitori della Lazio.
Dopo la retrocessione del Marzotto nel 1961, Svorenich gioca altre due stagioni in Serie C, prima di ritirarsi.